# Koopsta Knicca
Robert Cooper Phillips (Memphis, Tennessee, 27 de abril de 1975-ibídem, 9 de octubre de 2015), conocido como Koopsta Knicca, fue un rapero estadounidense, miembro fundador del grupo de rap Three 6 Mafia. Fue conocido por su rápida manera de rapear, lo que le convirtió en uno de los miembros del grupo más notables, y por ser pionero del Trap.
Junto a otros miembros (K-Rock, T-Rock, Gangsta Boo, MC Mac, Kingpin Skinny Pimp, Playa Fly y La' Chat), abandonó el grupo a causa de disputas monetarias y para realizar carrera en solitario. Los que se marcharon empezaron a ser el blanco de ataques verbales de sus antiguos compañeros y un grupo relacionado con ellos, Hypnotize Minds. En el año 2000, fue arrestado por violencia doméstica, asalto y robo agravado.
El 4 de octubre de 2015 fue ingresado en un hospital, tras haber sufrido un derrame cerebral, falleciendo el día 9 del mismo mes. Fue el segundo miembro del grupo Three 6 Mafia que falleció de forma prematura, ya que, en diciembre de 2013, su amigo y colaborador, Lord Infamous, falleció mientras dormía de un ataque cardíaco.